# Scinax perereca
Scinax perereca es una especie de anfibios de la familia Hylidae.
Habita en Argentina, Brasil y Paraguay.
Sus hábitats naturales incluyen bosques tropicales o subtropicales secos y a baja altitud, marismas de agua dulce, corrientes intermitentes de agua, zonas previamente boscosas ahora muy degradadas, estanques, canales y diques. Está amenazada de extinción por la destrucción de su hábitat natural.

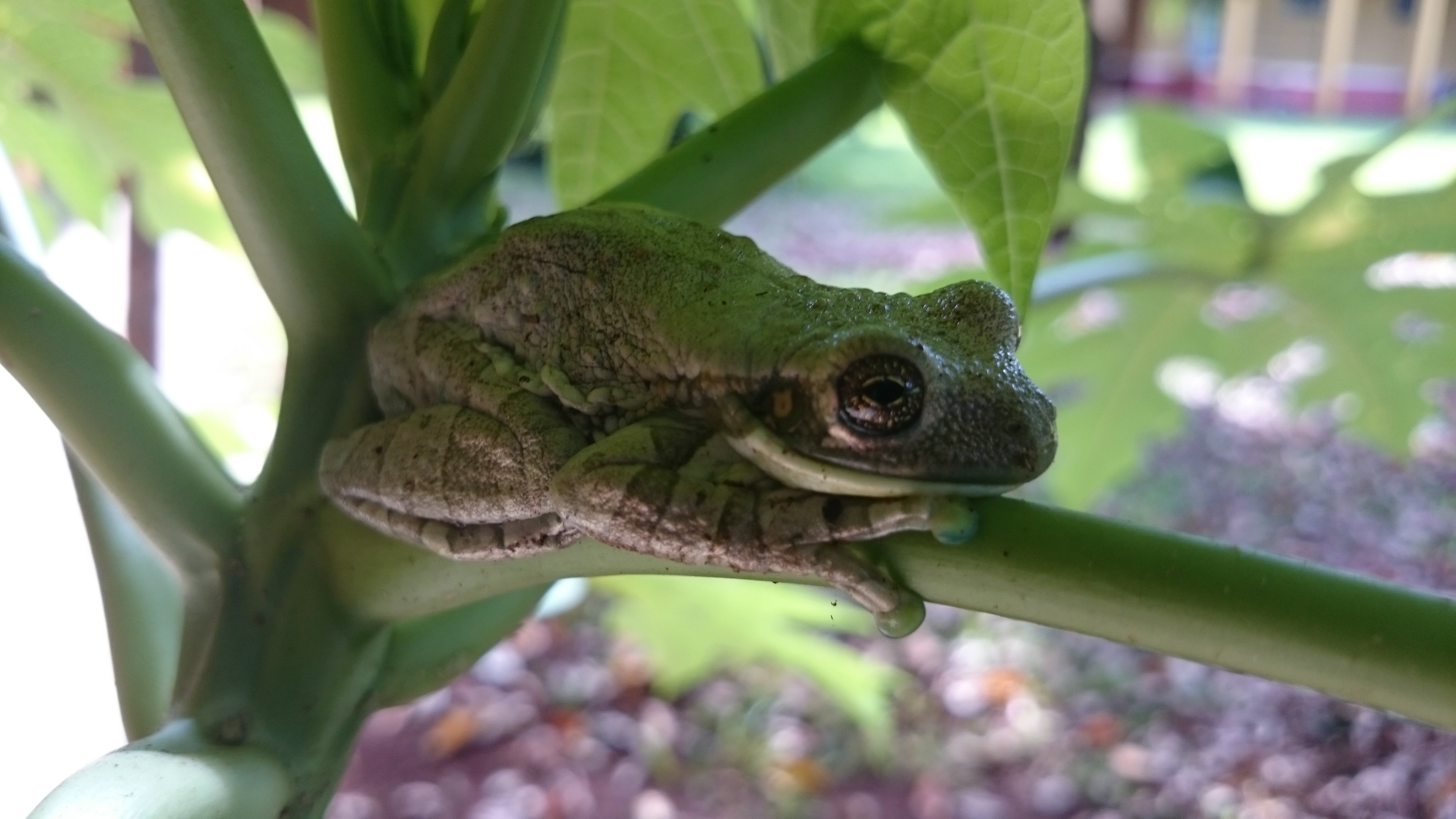